# Podgradje
Podgradje – wieś w Słowenii, w gminie Ljutomer. W 2018 roku liczyła 282 mieszkańców.